# Atlético Bucaramanga
Atlético Bucaramanga is een Colombiaanse voetbalclub uit Bucaramanga. De club werd opgericht in 1949 en komt uit in de Categoría Primera A, de Colombiaanse eerste divisie.
Hoewel de club een van de traditionele ploegen is, heeft het nog nooit het kampioenschap gewonnen. Het beste resultaat werd behaald in 1997 toen de club tweede eindigde in de competitie. Het jaar daarop mocht de club meedoen in de Copa Libertadores waarin de achtste finales werden gehaald.

## Stadion
Atlético Bucaramanga speelt zijn thuiswedstrijden in het Estadio Alfonso López in Bucaramanga. Dit stadion werd in 1941 in gebruik genomen en is sinds 1949 de thuishaven van Atlético Bucaramanga. Na verschillende aanpassingen biedt het stadion momenteel plaats aan 28.000 toeschouwers. In 2006 werd de grasmat vervangen door kunstgras waarmee het stadion het eerste stadion in Colombia met kunstgras is.

## Erelijst
Nationaal
- Landskampioen

2024 (Apertura)

## Bekende (oud-)spelers
- Alfredo Ferrer
- Gilberto García
- Iván López
- Miguel Prince
- Silvio Quintero
- Gustavo Restrepo
- Antonio Rivas
- Erwin Romero
- José Luis Russo

## Trainer-coaches
- Norberto Peluffo (1999)
- Jorge Luis Pinto (2001)
- Hernán Darío Herrera (2006)
- Víctor Luna (2008)
- Miguel Prince (2010)
- Carlos Hoyos (2011)
- Miguel Prince (2013)
- Bernardo Redín (2013)
- Rafael Dudamel (2024)
- Leonel Álvarez (2025-)